# Frank Kameny
Franklin Edward Kameny, dit Frank Kameny, né le 21 mai 1925 à New York et mort le 11 octobre 2011 à Washington, est un astronome et militant LGBT américain.

## Biographie
Franklin Edward Kameny naît à New York de parents juifs ashkénazes. Il fréquente le lycée de Richmond Hill et obtient son diplôme en 1941. La même année, Kameny entre au Queens College pour étudier la physique. 
Pendant la Seconde Guerre mondiale, il est enrôlé dans l'armée des États-Unis et est envoyé en Europe. Il continue sa carrière militaire durant 20 ans au conseil d'administration du service sélectif.

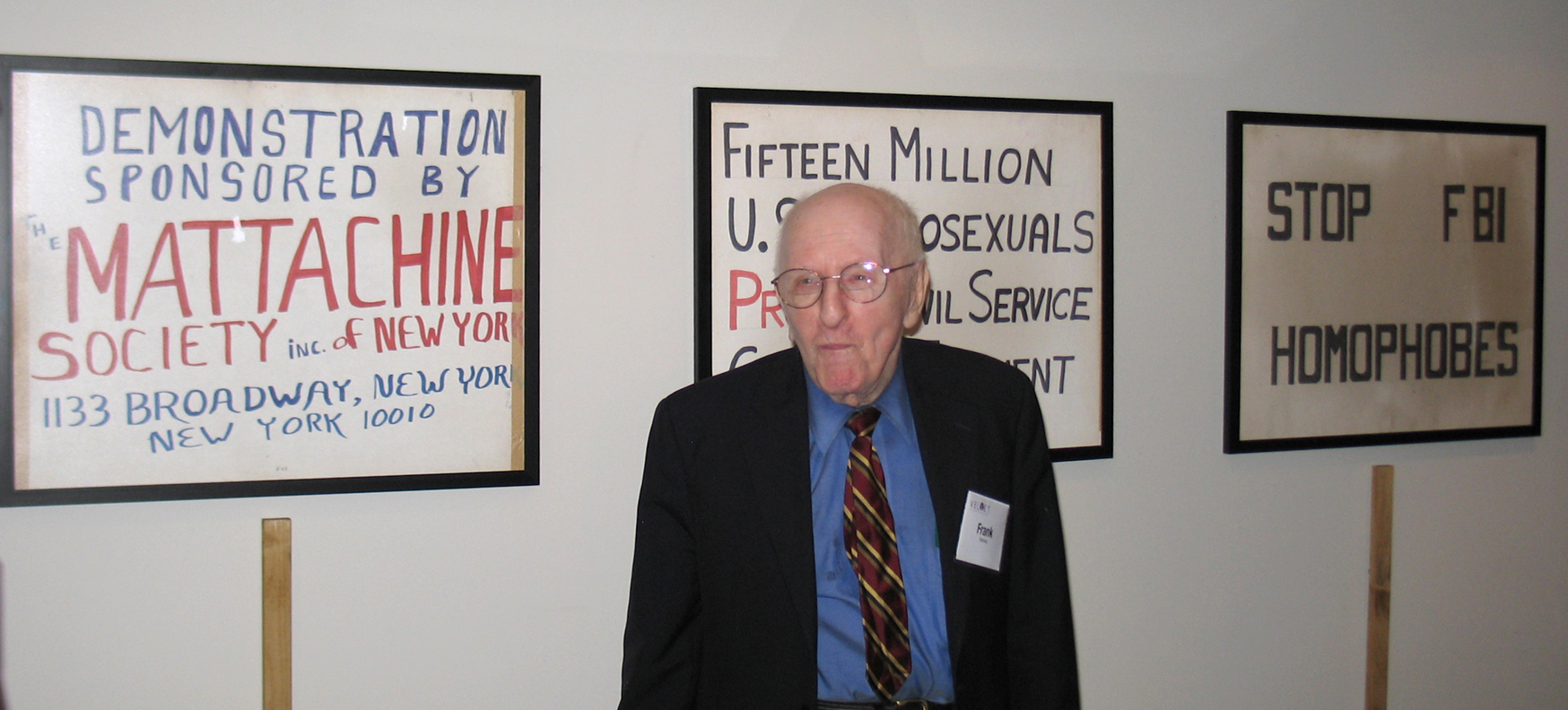
Frank Kameny en 2009 devant les pancartes des manifestations des années 1960.

En 1957, il perd son poste d'astronome dans l'armée en raison de son homosexualité, ce qui le conduit à militer pour les droits LGBT au début des années 1960. Il conteste son licenciement devant l'United States Civil Service Commission (en), poursuivant le gouvernement fédéral et, en 1961 et dépose le premier appel en faveur des droits des homosexuels devant la Cour suprême des États-Unis. « La lutte contre la discrimination avait désormais un visage, un nom et un doctorat à Harvard », écrivait en 2011 le New York Times. Bien que le tribunal ait rejeté sa requête, Frank Kameny marque l'histoire du mouvement pour avoir initié la première requête en matière de droits civils fondée sur l'orientation sexuelle.
En 1973, il réussit à faire abroger la loi qui classait l'homosexualité comme maladie mentale aux États-Unis.
En 2009, deux ans avant sa mort, il est aux côtés de Barack Obama lorsque la loi dite « Don't ask, don't tell » est abrogée.
Il meurt en 2011 à l'âge de 86 ans.

## Reconnaissance
Depuis le 3 juillet 2012, l'astéroïde (40463) Frankkameny est nommé en son honneur,.